# 2004年全日本綜合羽毛球錦標賽
2004年全日本綜合羽毛球錦標賽（日語：平成16年度全日本総合バドミントン選手権大会），為第58屆全日本綜合羽毛球錦標賽，是日本國內最高級別的羽毛球比賽。本屆賽事於2004年11月9日至11月14日在日本大阪府守口市舉行。

## 項目獎牌榜
以下為各項目的優勝者及其所屬團體名單：
| 項目     | 金牌                                                      | 银牌                                                  | 铜牌                                                         |
| 男子單打 | 佐藤翔治 東京都（MMG Arrows）                             | 大束真也 富山縣（Tonami運輸）                         | 舛田圭太 富山縣（Tonami運輸）                                |
| 男子單打 | 佐藤翔治 東京都（MMG Arrows）                             | 大束真也 富山縣（Tonami運輸）                         | 新開裕介 東京都（日本大学）                                  |
| 女子單打 | 廣瀨榮理子 大阪府（三洋電機）                             | 米倉加奈子 東京都（YONEX）                            | 森かおり 大阪府（三洋電機）                                  |
| 女子單打 | 廣瀨榮理子 大阪府（三洋電機）                             | 米倉加奈子 東京都（YONEX）                            | 平山優 東京都（早稲田大学）                                  |
| 男子雙打 | 舛田圭太 / 大束忠司 富山縣（Tonami運輸）                  | 仲尾修一 / 坂本修一 埼玉縣（日本UNISYS）              | 佐藤翔治 / 佐佐木翔 東京都（MMG Arrows）                     |
| 男子雙打 | 舛田圭太 / 大束忠司 富山縣（Tonami運輸）                  | 仲尾修一 / 坂本修一 埼玉縣（日本UNISYS）              | 松本徹 / 川口馨士 東京都（NNT東日本）                        |
| 女子雙打 | 小椋久美子 / 潮田玲子 大阪府（三洋電機）                  | 山本靜香 / 今別府靖代 千葉縣（YONEX）                 | 赤尾亞希 / 松田友美 千葉縣（YONEX）                          |
| 女子雙打 | 小椋久美子 / 潮田玲子 大阪府（三洋電機）                  | 山本靜香 / 今別府靖代 千葉縣（YONEX）                 | 中麻依子 / 岩松繪理子 （NTT北海道）                          |
| 混合雙打 | 大束忠司 / 山本靜香 富山縣（Tonami運輸）/ 千葉縣（YONEX） | 山下大介 / 引地惠 熊本縣（YKK AP）/ 熊本縣（NEC九州） | 久保田雄三 / 田井美幸 東京都（NTT東日本）                    |
| 混合雙打 | 大束忠司 / 山本靜香 富山縣（Tonami運輸）/ 千葉縣（YONEX） | 山下大介 / 引地惠 熊本縣（YKK AP）/ 熊本縣（NEC九州） | 今井紀夫 / 山崎雅美 富山縣（Tonami運輸）/ 秋田縣（北都銀行） |